# Alloprof
Alloprof, anciennement Allô prof, est un organisme de bienfaisance québécois fondé en 1996 poursuivant la mission de contrer le décrochage scolaire et d’accroître la motivation des jeunes à l’école en offrant des services gratuits d’aide aux devoirs. L'équipe d'Alloprof est active pendant l'année scolaire, mais également une partie de l'été, pour soutenir les élèves suivant des cours d'été.

## Histoire
- 1995 : à la suite des États généraux de l'Éducation, le Consortium Allô prof est créé. Un projet pilote est immédiatement mis en place dans la région de Granby.
- 1996 : création du service Allô prof comprenant huit centres répartis dans la province. Seul le service téléphonique est disponible.
- 2000 : nouvelle administration et restructuration, il y aura dorénavant un centre à Montréal et un autre à Québec.
- 2002 : intégration des cyberclasses.
- 2003 : constitution de la première Bibliothèque virtuelle comprenant plus de 1500 contenus notionnels.
- 2005 : création des forums et mise en ligne d'une nouvelle mouture des Cyberclasses utilisant les dernières technologies en matière de communication Internet[évasif].
- 2008 : constitution de la deuxième version de la Bibliothèque virtuelle qui comprend plus de 5000 contenus notionnels.
- 2008 : mise en ligne de la 3e version des Cyberclasses Allô prof. Nombreux correctifs pour les Forums Allô prof.
- 2010 : phase II de la BV2.0[Quoi ?] intégrant animations, exercices et FAQ.
- 2011 : mise en place du nouveau site Web d'Allô prof. Vidéos, exerciseurs, BV et jeux sont tous les moyens mis en place pour aider les élèves.
- 2013 - 2014 : nouveau système pour aider les jeunes plus rapidement, ils répondent aux questions par textos.
- 2016 : 20e anniversaire du service, lancement de la nouvelle identité.
- 2017 : Alloprof est nommé coup de cœur du président du Mouvement Desjardins et du ministre de l'Éducation, lors des Journées de la persévérance et de la réussite scolaire[pertinence contestée].
- 2020: refonte complète de la bibliothèque virtuelle du site. Le forum ainsi que les jeux interactifs restent toutefois intacts[2].

## Allô Profà la télévision
Des émissions Allô Prof d'environ trente minutes sont diffusées à la télévision communautaire dès la mi-février 1996.
Fin mai 1996, Productions SDA soumet le projet d'émission à Télé-Québec, avec deux minutes de retard, donnant avantage à celle de Pixcom. Allô Prof est tout de même choisi et débute le 14 octobre 1996. L'émission quotidienne est animée par Julie Deslauriers et Martin Matte, puis Christian Bégin se joint à l'équipe. À l'automne 1997, les trois animateurs sont remplacés par Bernard Fortin.